# Lepidostoma lydia
Lepidostoma lydia är en nattsländeart som beskrevs av Ross 1939. Lepidostoma lydia ingår i släktet Lepidostoma och familjen kantrörsnattsländor. Inga underarter finns listade i Catalogue of Life.